# Massimiliano Caniato
Massimiliano Giulio Caniato (Sesto San Giovanni, 19 ottobre 1967) è un allenatore di calcio ed ex calciatore italiano, di ruolo portiere.

## Carriera

### Giocatore
Cresciuto nell'Inter, ha militato in svariate squadre professionistiche italiane, tra cui il Torino e l'Udinese, con le quali ha disputato diverse gare in Serie A. Ha inoltre militato nell'Alessandria, nel Monza, nel Chievo, nel Venezia e nella Pro Patria.
Ha fatto parte delle Nazionali giovanili dall'U15 all'U20 nazionale Under-20 con cui ha partecipato ai Mondiali del 1987.

### Allenatore
Tecnico del Trezzano Calcio dal 2007 al 2009 / 2012-2013, Inveruno 2010-2011, Gallaratese 2011-2012.
Il 22 giugno 2015 viene nominato vice-allenatore del Varese, in Lega Pro, affiancando il tecnico Ernestino Ramella. Il mese successivo la società non riesce a iscriversi alla Lega Pro, arrivando di fatto alla dismissione di tutto l'organico.
Nel febbraio 2016 viene nominato allenatore del Borgomanero nel campionato piemontese di Eccellenza, che riesce a guidare alla salvezza.
Nell'estate del 2016 viene richiamato al Varese, ove affianca nuovamente Ernestino Ramella: rassegna tuttavia le dimissioni per motivi familiari dopo poche settimane.
Il 7 febbraio 2017 viene ufficializzata la sua nomina come allenatore dello Stresa, compagine militante nel campionato di Eccellenza Piemonte-Valle d'Aosta 2017-2018. A fine stagione, nonostante il raggiungimento dell'obiettivo della salvezza diretta, lascia la panchina dei borromaici, venendo sostituito da Sergio Galeazzi.
Il 5 marzo 2025  viene nominato allenatore del club bustocco della Pro Patria, affiancando il tecnico Massimo Sala a cui era scaduta la deroga per   allenare in Serie C. La squadra lombarda però retrocede perdendo i play-out contro la Pro Vercelli.

## Statistiche

### Statistiche da allenatore
Statistiche aggiornate al 17 maggio 2025.
| Stagione        | Squadra         | Campionato      | Campionato | Campionato | Campionato | Campionato | Coppe nazionali | Coppe nazionali | Coppe nazionali | Coppe nazionali | Coppe nazionali | Coppe continentali | Coppe continentali | Coppe continentali | Coppe continentali | Coppe continentali | Altre coppe | Altre coppe | Altre coppe | Altre coppe | Altre coppe | Totale | Totale | Totale | Totale | % Vittorie | Piazzamento       |
| Stagione        | Squadra         | Comp            | G          | V          | N          | P          | Comp            | G               | V               | N               | P               | Comp               | G                  | V                  | N                  | P                  | Comp        | G           | V           | N           | P           | G      | V      | N      | P      | %          | Piazzamento       |
| --------------- | --------------- | --------------- | ---------- | ---------- | ---------- | ---------- | --------------- | --------------- | --------------- | --------------- | --------------- | ------------------ | ------------------ | ------------------ | ------------------ | ------------------ | ----------- | ----------- | ----------- | ----------- | ----------- | ------ | ------ | ------ | ------ | ---------- | ----------------- |
| feb.-giu. 2016  | Borgomanero     | Ecc.            | 12         | 3          | 4          | 5          | CI-Ecc.         | -               | -               | -               | -               | -                  | -                  | -                  | -                  | -                  | -           | -           | -           | -           | -           | 12     | 3      | 4      | 5      | 25,00      | Sub., 12º         |
| feb.-giu. 2017  | Stresa          | Ecc.            | 12         | 5          | 5          | 2          | CI-Ecc.         | -               | -               | -               | -               | -                  | -                  | -                  | -                  | -                  | -           | -           | -           | -           | -           | 12     | 5      | 5      | 2      | 41,67      | Sub., 12º         |
| mar.-giu. 2025  | Pro Patria      | C               | 9+2        | 3+1        | 3          | 3+1        | CI-C            | -               | -               | -               | -               | -                  | -                  | -                  | -                  | -                  | -           | -           | -           | -           | -           | 11     | 4      | 3      | 4      | 36,36      | Sub., 18º (retr.) |
| Totale carriera | Totale carriera | Totale carriera | 35         | 12         | 12         | 11         |                 | -               | -               | -               | -               |                    | -                  | -                  | -                  | -                  |             | -           | -           | -           | -           | 35     | 12     | 12     | 11     | 34,29      |                   |

## Palmarès

### Giocatore

#### Club

##### Competizioni giovanili
- Torneo di Viareggio: 1

Inter: 1986

##### Competizioni nazionali
- Coppa Italia Serie C: 1

Monza: 1990-1991